# Claudia Gallegos
Claudia Gallegos Téllez Rojo (Ciudad de México, 1967) es una artista plástica cuyo trabajo oscila entre el realismo y la abstracción. 

## Biografía
Es licenciada en Artes Visuales por la Escuela Nacional de Artes Plásticas de la Universidad Nacional Autónoma de México, UNAM (1987-1990), desde 1993 forma parte de la plantilla académica de la ahora Facultad de Artes y Diseño de la misma Universidad.
De acuerdo con el ensayista y traductor literario Jaime Moreno Villareal: 

Durante un extenso periodo, Gallegos desarrolló un geometrismo consagrado al emplazamiento de planos y sólidos que, por la tonalidad de sus caras, despertaba ambigüedades en el espacio. El color de fondo era obtenido laboriosamente por capas
Jaime Moreno Villarreal.

Entre 2003 y 2004 realizó dos residencias continuas en Estados Unidos y Canadá que influyeron en un cambio en su proceso de trabajo y un interés en la naturaleza como tema, en particular el agua como elemento para explorar condiciones de ambigüedad y espacio, la profundidad, la transparencia y la deformación de la imagen.
Presentó 16 exposiciones individuales en museos, galería públicas y privadas en México y el extranjero y desde 1988 participa en alrededor de 100 exposiciones colectivas de gráfica y pintura en México y el extranjero. 
Es ilustradora en revistas y libros de cuento, novela y de educación media superior. Su obra forma parte de acervos en colecciones públicas y privadas y en diversos museos en México y el extranjero y ha sido reproducida en libros y catálogos de dichas colecciones. 
Desde 2010 pertenece al Sistema Nacional de Creadores de Arte del Fondo Nacional para la Cultura y las Artes (Fonca).
En 2012,  se publicó Ser de Agua, libro que reúne su obra reciente en la que reflexiona sobre el agua a través de paisajes como cielos, nubes, juncos y espejos de agua, editado por el Consejo Nacional para la Cultura y las Artes (Conaculta).

## Exposiciones individuales
- Agua, Galería de la Secretaría de Hacienda, Ciudad de México (2011)
- Pintura Líquida, Museo de Arte de Querétaro (2009
- Mundos visibles / Jardines emocionales, Galería Drexel, Monterrey, Nuevo León (2006)
- Horizontes compartidos, EDGE Gallery, Denver, Estados Unidos (2004)
- Materia Natural, Museo de la Ciudad de México (2002)
- Bidimensional, Galería Casa Colón, Mérida, Yucatán, (2000)
- Solsticio, Dirección General del Colegio de Bachilleres, Ciudad de México (2000)
- A Lugar, Galería Drexel, Monterrey, Nuevo León (1999)
- La forma visible del mito, Galería Unodosiete, Cd. de México (1999)
- Frontera imaginaria, Galería Casa Colón, Mérida, Yucatán (1997)
- Segundas Identidades, Centro Cultural San Angel, Cd. de México (1996)
- De límites y condiciones, Galería del Bosque, Casa del Lago, Chapultepec (1994)
- Evocaciones Requeridas, Galería Luis Nishizawa, ENAP (1992)

## Exposiciones colectivas (Selección)
- Metamorfosis, Centro Cultural de España, Ciudad de México (2006)
- Metamorfosis: 61 Artistas, Galería Libertad, Qro; Museo de Arte Contemporáneo de Oaxaca, Oax; C.C. El Nigromante, San Miguel Allende, Gto y Museé Pully, Pully, Suiza (2005)
- Colectiva de Invierno, Galería López Quiroga, Cd. de México (2004)
- Metamorfosis: 34 Artistas, Museo de Arte de Zapopan, Jal; y Museo Iconográfico, Guanajuato, Gto (2004)
- Bienal Nacional de Pintura y Grabado Allfredo Zalce, Museo de arte Contemporáneo, Morelia, Mich. (2003)
- XI Bienal de Pintura, Museo Rufino Tamayo, Cd de México (2002)
- Creación en Movimiento, Décima Generación 1998-1999 Jóvenes Creadores, Centro Nacional de las Artes, Cd. de México (2000)
- 2º Concurso de pintura Johnny Walker, Museo de Arte Moderno, Cd. de México (1999)
- Colectiva de pintura Centro Cultural Mexicano, Miami, Florida, Estados Unidos (1998)
- Tercera Bienal Monterrey, Museo de Monterrey, Nuevo León (1997)
- La Presencia de San Carlos en Puerto Rico, Museo de las Américas, Puerto Rico (1996)
- XV Encuentro Nacional de Arte Joven Aguascalientes, Monterrey y Ciudad de México(1996)
- Memoria, Galería Juan Martín, Cd. de México (1996)
- Visiones, Museo del Chopo, UNAM, Cd. de México (1996)
- 1a. Feria Universitaria de Otoño, Museo Universitario de Ciencias y Artes, Cd. de México (1995)
- XIV Encuentro Nacional de Arte Joven Aguascalientes, Monterrey y Museo Carrillo Gil, Cd. de México (1994)
- Creación en Movimiento, Cuarta Muestra de Becarios del FONCA Museo Carrillo Gil, Cd. de México (1994)
- Microhistorias, Centro Cultural “Isidro Fabela”, Cd. de México (1994)
- Primera Bienal Metropolitana de Poesía y Pintura, Galería del Sur Universidad Autónoma Metropolitana – Unidad Xochimilco Cd. de México (1993)
- Colectiva de Pintura, Casa de la Cultura México-Japón, Cd. de México (1992)
- VIII Bienal de Gráfica, Museo de la Estampa, Cd. De México (1991)
- IV Bienal Diego Rivera, Museo del Pueblo, Guanajuato, Gto. y Centro Cultural José Guadalupe Posada, Cd. de México (1990)
- III Salón Anual de Mini-estampa, Museo Nacional de la Estampa, Cd. De México (1990)

## Distinciones
- Premio Xu Yuan Printing Center en Beijing, China (2014)
- Premio de Adquisición en la V Bienal de Pintura Pedro Coronel, otorgado por el Museo Pedro Coronel en Zacatecas, Zacatecas (2016)
- Residencia de Intercambio, Centro Banff para las Artes, (2004)
- Artista Invitada por la Universidad de Colorado en Boulder (2003-2004)
- Estímulo de Difusión Cultural otorgado por la secretaría de Cultura de la Ciudad de México Artes por todas partes, (2002)
- Becaria del Fondo Nacional para la Cultura y las Artes en la categoría de Jóvenes Creadores 1992-1993 Becaria del Fondo Nacional para la Cultura y las Artes en la categoría de Jóvenes Creadores (1998-1999)
- Segundo lugar, III Concurso Universitario de Artes Plásticas, UNAM, (1991)